# Еллам Йоган Васильович
Йоган Васильович Еллам (1899, село Кахутсі волості Пейде Езельського повіту Ліфляндської губернії, тепер Естонія — травень 1942, Сааремаа, тепер Естонія) — радянський естонський діяч, голова виконавчого комітету Сааресської повітової ради, старшина волості Пейде Саареського повіту. Депутат Верховної Ради СРСР 1-го скликання (1941—1942).

## Життєпис
Народився в родині малоземельного селянина. З 1916 по 1917 рік був учнем слюсаря на заводі в Петрограді. Потім повернувся на острів Сааремаа і до 1919 року працював у господарстві батька.
Усі родичі Йогана, як і він сам, брали активну участь у політичній боротьбі на боці лівих більшовицьких сил, у тому числі були учасниками заколоту на Сааремаа в лютому 1919 року та Першогрудневого заколоту 1924 року в Таллінні. Його сестра Марія загинула під час повстання в 1919 році, а брат Антон був розстріляний в грудні 1924 року.
Член Комуністичної партії Естонії з 1923 року.
1 грудня 1924 року заарештований естонською поліцією і разом із старшим братом Александром засуджений до тривалого терміну ув'язнення. До 1929 року відбував покарання у Куресаарській в'язниці. Після виходу із ув'язнення продовжив займатися підпільною комуністичною діяльністю, розповсюджувати антиурядові листівки.
У 1931 році знову заарештований і засуджений до шести років каторжних робіт. З 1931 по 1938 рік відбував покарання у Талліннській в'язниці. У 1934 році був розстріляний його брат Александр.
У травні 1938 року звільнений за амністією. Працював у господарстві батька та на сезонних будівельних роботах.
Активно підтримував окупацію Естонії радянськими військами влітку 1940 року, брав участь у проведенні земельної реформи та націоналізації промислових підприємств на острові Сааремаа, виконував обов'язки комісара млина (мукомольні) «Сайнла».
У 1940—1941 роках — старшина волості Пейде Саареського повіту, завідувач організаційно-інструкторського відділу Саареського повітового комітету КП(б) Естонії. У 1941 році — голова виконавчого комітету Сааресської повітової ради Естонської РСР.
Під час німецько-радянської війни залишився на Сааремаа. Після окупації острова німецькими військами у вересні 1941 року був заарештований та поміщений до концтабору, де й загинув у травні 1942 року.